# Liste in Französisch-Polynesien vorhandener Dampflokomotiven
Dies ist eine Liste erhaltener Dampflokomotiven auf dem Gebiet von Französisch-Polynesien.

## Schmalspurlokomotiven 600 mm
| Foto | Nummer oder Name                       | Bauart / Achsfolge | Hersteller         | Fabrik- nr. | Baujahr | Historie | Eigentümer / Betreiber / Strecke | Standort       | Bemerkungen |
| ---- | -------------------------------------- | ------------------ | ------------------ | ----------- | ------- | -------- | -------------------------------- | -------------- | ----------- |
|      | French Phosphates Co. of Oceania No. ? | B n2t              | Orenstein & Koppel |             | 1908    |          |                                  | Makatea Island | [ 1 ]       |
|      | French Phosphates Co. of Oceania No. ? | B n2t              | Orenstein & Koppel |             | 1908    |          |                                  | Makatea Island | [ 2 ]       |
|      | French Phosphates Co. of Oceania No. ? | B n2t              | Orenstein & Koppel |             | 1908    |          |                                  | Makatea Island | [ 3 ]       |
|      | French Phosphates Co. of Oceania No. ? | B n2t              | Orenstein & Koppel |             | 1908    |          |                                  | Makatea Island | [ 4 ]       |